# Turbopausa
La turbopausa segna l'altitudine nell'atmosfera terrestre di sotto della quale domina la turbolenza. La regione sotto la turbopausa è l'omosfera, dove i costituenti chimici hanno una distribuzione approssimativamente uniforme e indipendente dall'altitudine: in altre parole, la composizione chimica dell'atmosfera rimane costante in questa regione per le specie chimiche che mediamente transitano per lunghi periodi. Sostanze chimiche altamente reattive tendono a mostrare una grande variabilità di concentrazione per tutta l'atmosfera; al contrario, la distribuzione di quelle meno reattive è più uniforme. La regione al di sopra della turbopausa è l'eterosfera, costituita da gas molto rarefatti e che offre una composizione stratificata a seconda della densità dei gas.
La turbopausa si trova vicino alla mesopausa, all'incrocio tra la mesosfera e la termosfera, ad una altitudine di circa 100 km.